# Onomastì komodéin
Onomastì komodêin (in greco antico: ὀνομαστὶ κωμῳδεῖν?, onomastì kōmōdêin, "deridere in maniera comica qualcuno facendone il nome") era un'espressione utilizzata nell'Antica Grecia per indicare un considerevole attacco personale fatto con totale disinvoltura ed irriverenza nei confronti di persone di spicco o famose con l'intento di segnalarne la cattiva condotta morale o privata.
Un esempio di questo stile si può trovare negli attacchi di Aristofane a Cleone, a Socrate e ad Euripide.
Secondo una teoria della Scuola peripatetica, l'onomastì komodêin era la caratteristica principale e fondamentale della Commedia greca antica.